# کاردنیاخیمنو
کاردنیاخیمنو (به اسپانیایی: Cardeñajimeno) یک شهرستان در اسپانیا است.